# Walt Lloyd
Walt Lloyd es un personaje de ficción en la serie de televisión Lost (Perdidos, en España) interpretado por Malcolm David Kelley. Tiene un perro llamado Vincent.

## Biografía

### Antes del accidente
Walt es el hijo de 10 años de Michael Dawson, un trabajador de la construcción y artista a tiempo parcial. Nació el 24 de agosto de 1994 y lleva el nombre del padre de Michael, Walter. Su madre es Susan Lloyd, una estudiante de derecho que se negó a casarse con Michael.
Cuando le ofrecen un trabajo en Ámsterdam, Susan persuade a Michael para que la deje llevar a Walt con ella cuando aún es un bebé. Dos semanas antes del segundo cumpleaños de Walt, Susan le dice a Michael que ella y su jefe, Brian Porter, planean casarse y se mudarán a Roma, Italia, a fin de mes. Se produce una batalla legal entre los padres de Walt. Varios meses después, resuelven su disputa de manera amistosa y Michael deja que Susan se quede con Walt.
Ocho años después, Susan muere en Australia debido a un "trastorno sanguíneo". Brian le suplica a Michael que se haga cargo del niño e incluso le da boletos para el vuelo a Sídney y de regreso, además de dinero para los gastos de viaje. Brian revela que nunca había querido adoptar a Walt (que solo aceptó hacerlo por Susan) y que le tiene miedo. Cuando Michael llega a Australia para recoger a Walt, no se lo toma muy bien. Michael evita herir los sentimientos de Walt diciéndole que Brian quiere quedárselo, pero que depende de Michael, quien es su guardián legal y ha decidido llevarlo.

### En la isla
Durante los primeros días, Walt se la pasa buscando a su perro Vincent, que pertenecía a Brian. Al principio se lleva mal con su padre, pero con el tiempo le empieza a tener afecto. Walt y John Locke establecen una amistad al poco de llegar a la isla. Locke ve algo especial en el niño, y se lo dice al padre, pero éste malinterpreta sus intenciones. Locke encuentra a Vincent, pero se lo entrega a Michael, diciéndole que él es quien debe devolverlo a Walt.
En el episodio "Especial", Walt no escucha a su padre por estar leyendo un cómic en castellano, de "Linterna Verde/Flash: Faster Friend" en el que se ven dibujos de Linterna Verde, Flash y un oso polar. Michael se enfurece y lanza la revista al fuego. Luego un grupo de exploradores que se adentra en la selva de la isla es atacado por un oso polar de verdad, ante la extrañeza del grupo por la atemporalidad del oso en una isla tropical.
Durante el episodio "... en Traducción", Walt secretamente prende fuego a la barca que Michael ha estado construyendo. Locke es la única persona que se da cuenta. El día antes de que la segunda barca zarpe, Walt confiesa a su padre que él prendió fuego a la otra barca, porque no quería irse de la isla. Michael (cuyo principal motivo para querer irse de la isla era por su hijo) le dice a Walt que entonces no tienen porque irse, pero Walt le dice: "Sí, tenemos que irnos."
Antes de dejar la isla, Walt le da su perro a Shannon. Posteriormente, Los Otros destruyen la balsa y secuestran a Walt, dejando a Michael, Jin y Sawyer a la deriva en el mar.
En el episodio "Hombre de ciencia, hombre de fe", un empapado Walt se aparece ante Shannon, y le murmura ininteligiblemente. Se ha comentado que Walt estaba murmurando al revés. Si es realmente Walt o una visión no está claro. Lo que balbucea al revés Walt es o "No pulses el botón, el botón es malo" o "Pulsa el botón, ningún botón es malo", aunque la mayoría creen lo segundo.
Luego, Walt es visto dos veces por Shannon en el episodio "Abandonada". La primera vez, vuelve a hablar al revés, según Entertainment Weekly suena a, "Están viniendo y están cerca." Cuando aparece una segunda vez, pone su dedo índice sobre la boca y hace un sonido de "sshhh". Luego se da la vuelta y entra en la jungla, Shannon y Sayid lo persiguen. Sayid declara también haberlo visto.
Al final del episodio "Lo que hizo Kate", examinando el equipamiento dentro de la estación Cisne de la Iniciativa Dharma, Michael descubre un mensaje que dice "¿Hola?" en la pantalla del ordenador de la estación. Respondiendo e identificándose por su nombre, Michael es sorprendido y chocado cuando le responden, "¿Papá?" Convencido de que la persona al otro lado es Walt, Michael continúa comunicándose con él en el episodio "El salmo 23". Pregunta que si está solo, Walt responde que no puede hablar mucho porque "vuelven pronto". Walt concluye diciéndole a Michael que tiene que ir a algún lugar, que no conocemos antes de que Jack entre y corte la comunicación. 
Walt permanece en cautiverio con los Otros, y vuelve a ver a su padre brevemente cuando él también es capturado. Vigilado por una mujer llamada Bea Klugh, Walt le informa a Michael que lo obligan a tomar "pruebas", y le advierte a Michael que los Otros "no son quienes dicen ser". La Sra. Klugh amenaza a Walt diciéndole que lo enviarán a "The Room" si dice algo revelador, y posteriormente se lo llevan después de arrojarse sobre Michael, rogándole que lo salve (Three Minutes).
Al final de la segunda temporada, en el episodio Vivir juntos, morir solos, Michael recupera a Walt, luego de liberar a Ben y entregar a Jack, Sawyer y Kate, a cambio de lo cual se le permite huir de la isla en una embarcación, con su hijo.
En A través del espejo, al final de la tercera temporada, Walt aparece brevemente para decirle a John Locke, que debe levantarse para cumplir su trabajo, a pesar de que Locke se encuentra al borde de la muerte, luego de ser atacado y lanzado a una zanja de cadáveres Dharma por Ben Linus y va a suicidarse.

### Después de la isla
Mientras está fuera de la isla, Walt se entera de que Michael mató a Ana-Lucía y Libby, por lo que se fue a vivir a la casa de su abuela paterna. Cuando Michael visita a su madre, ella revela que Walt tiene pesadillas, pero que se niega a contar lo sucedido en la Isla y que tampoco quiere hablar con su padre (Meet Kevin Johnson).
Vuelve a aparecer en Nada mejor que estar en casa, el episodio final de la cuarta temporada: en compañía de su abuela, Walt visita a Hurley en el Instituto Santa Rosa para la salud mental. Allí, le pregunta por qué mintieron sobre la isla, y Hurley contesta que lo hicieron para proteger a los que se quedaron en la isla, como Michael. Hurley miente sobre Michael, ya que este murió en el carguero Kahana.
En La vida y muerte de Jeremy Bentham, se muestra que Walt vive en la ciudad de Nueva York. Lo visita Locke a la salida de la escuela, estando en silla de ruedas, después de haber salido de la isla. Walt le revela que lo vio a John en problemas (Through The Looking Glass), pero que pensó que eran sueños o pesadillas. Locke no le pide a Walt que regrese a la isla como lo hace con el resto de los repatriados de Oceanic, ya que sintió que el niño ya había pasado por bastante. John tampoco le dice a Walt lo que pasó con Michael, simplemente le dice que escuchó que estaba en un barco cerca de la isla.
En el epílogo de 12 minutos de la serie,"The New Man in Charge" (incluido en la caja del DVD set), Ben y Hurley visitan a Walt en el hospital psiquiátrico en el que Hurley había estado anteriormente. Ben le promete a Walt que puede ayudar a su padre, aunque ambos saben que Michael está muerto. También le dice que no está loco, sólo que pasó mucho tiempo lejos de la isla (eso le pasó a Jack y Hurley), donde pertenece. Hurley y Ben llevan a Walt "a casa" (la isla), donde Hurley le promete que tendrá un "trabajo".
- Datos: Q51332